# Carriça

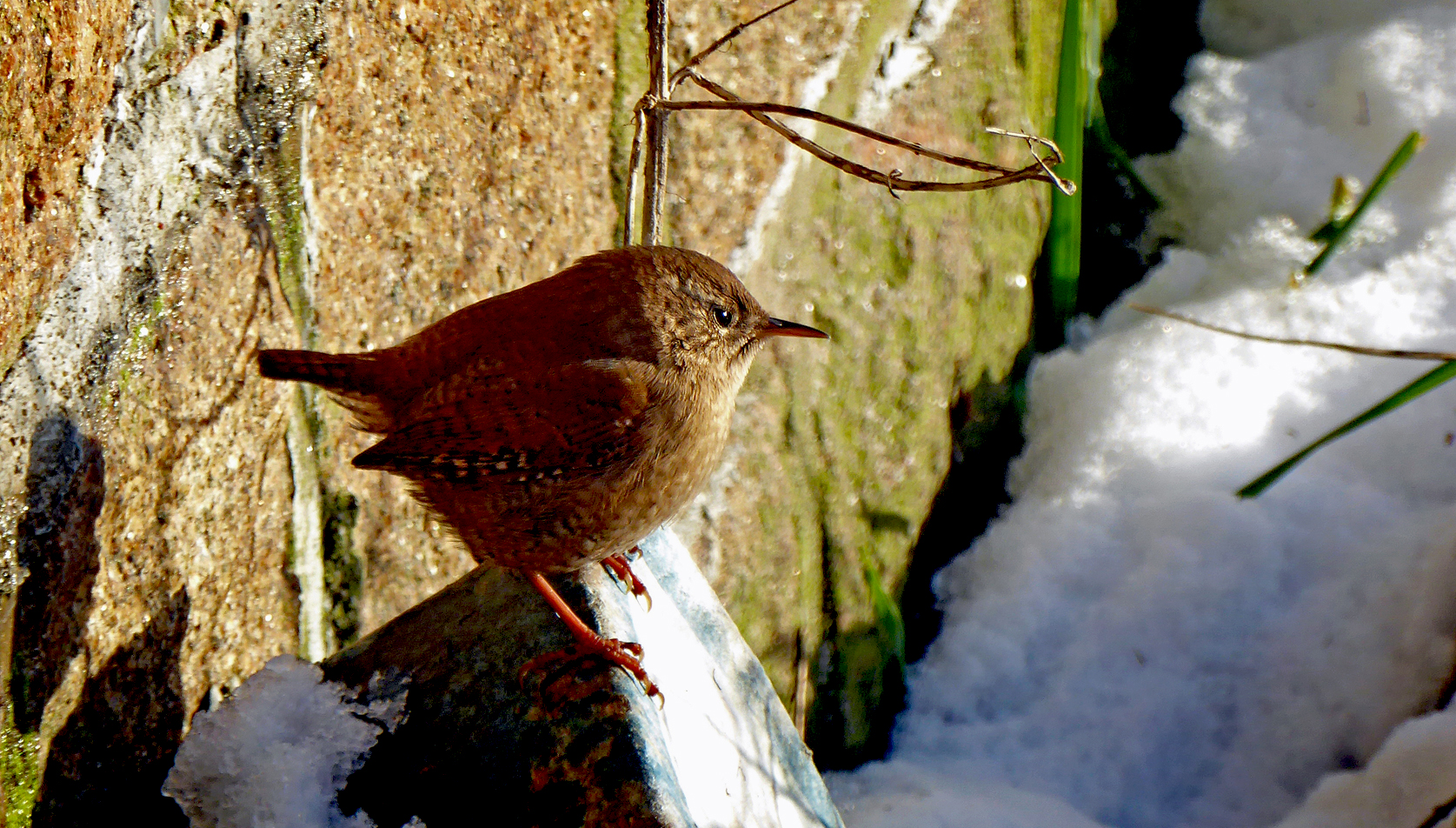
Carriça.

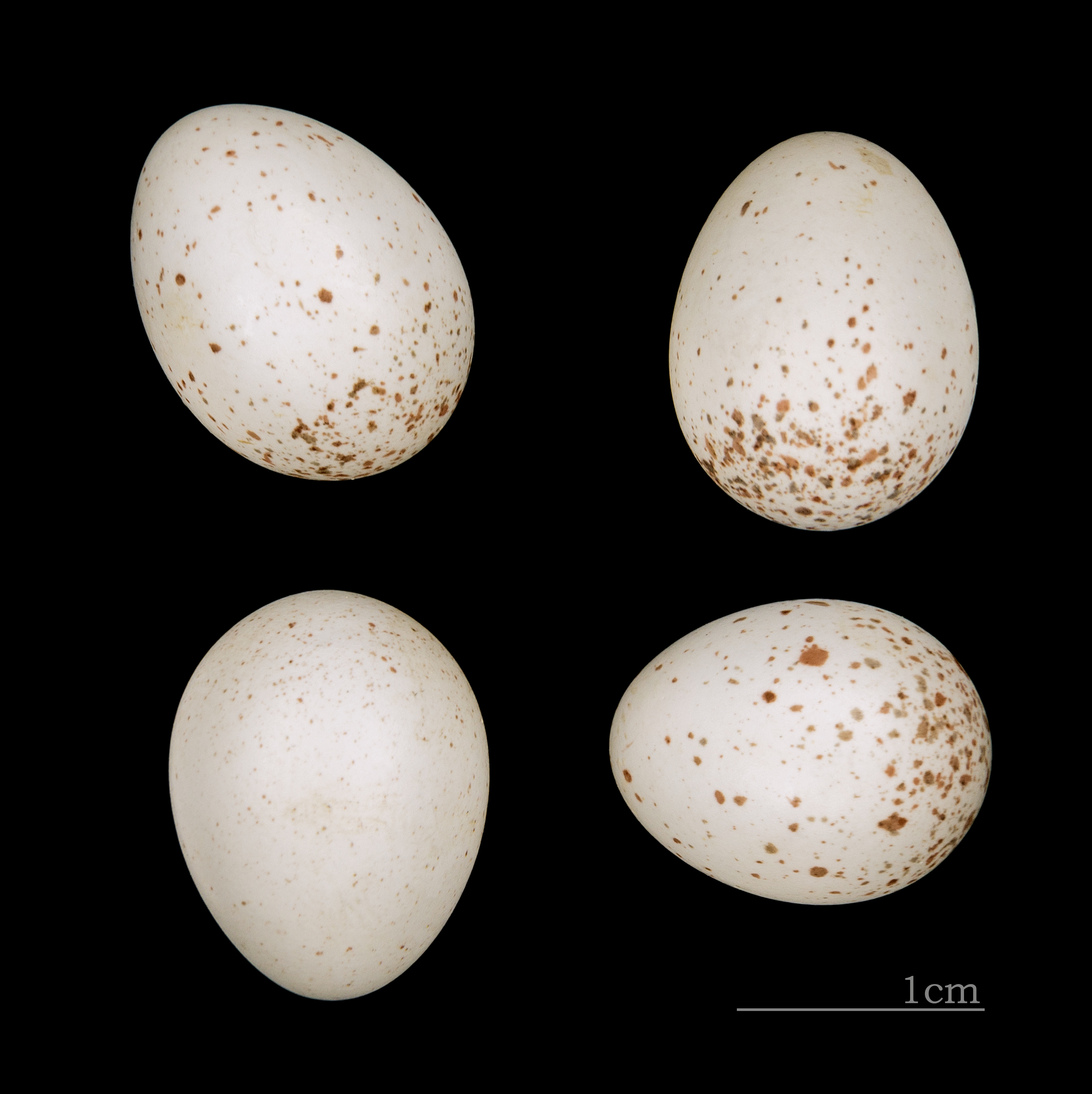
Troglodytes troglodytes

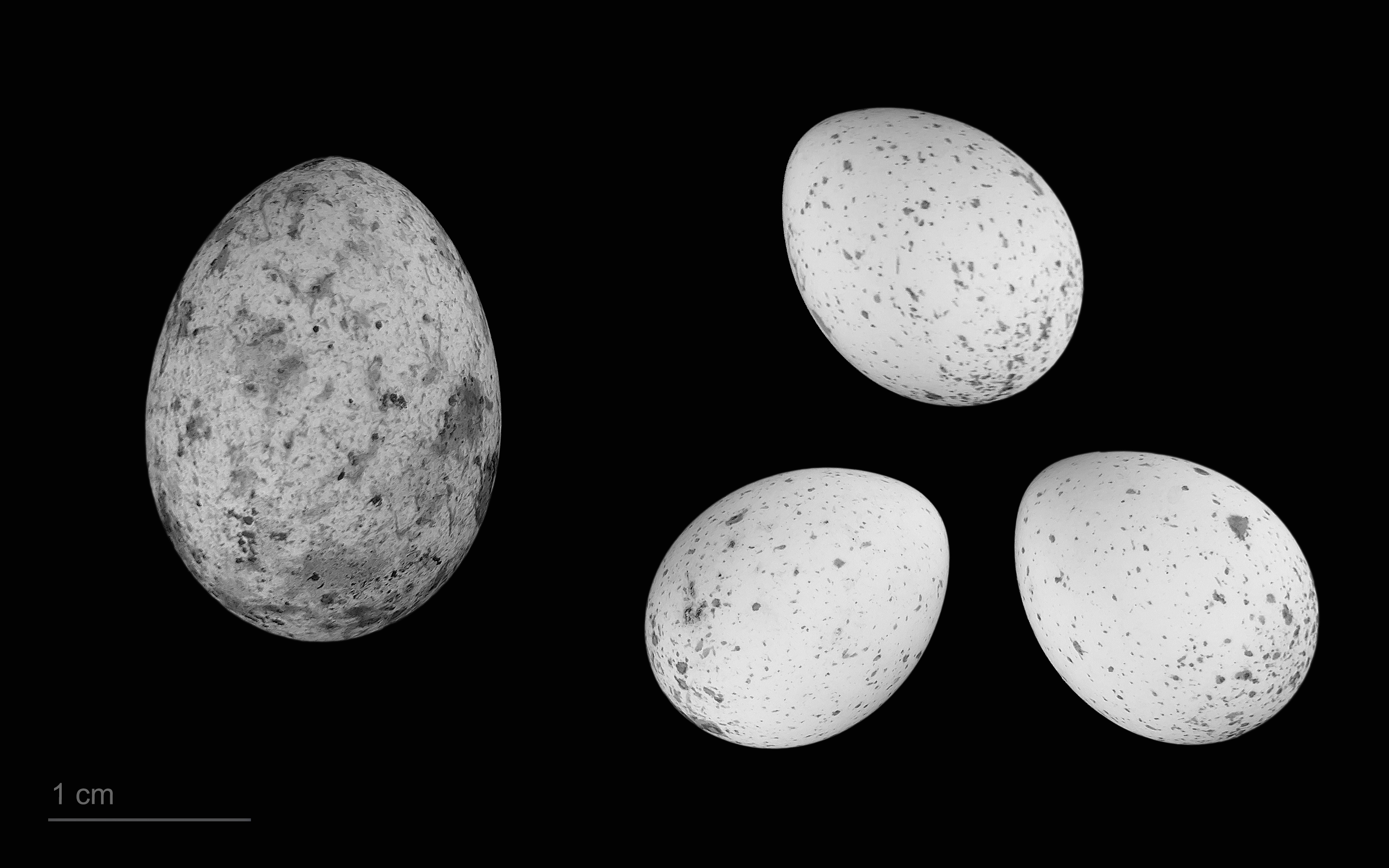
Cuculus canorus canorus em um ninho de Troglodytes troglodytes - MHNT

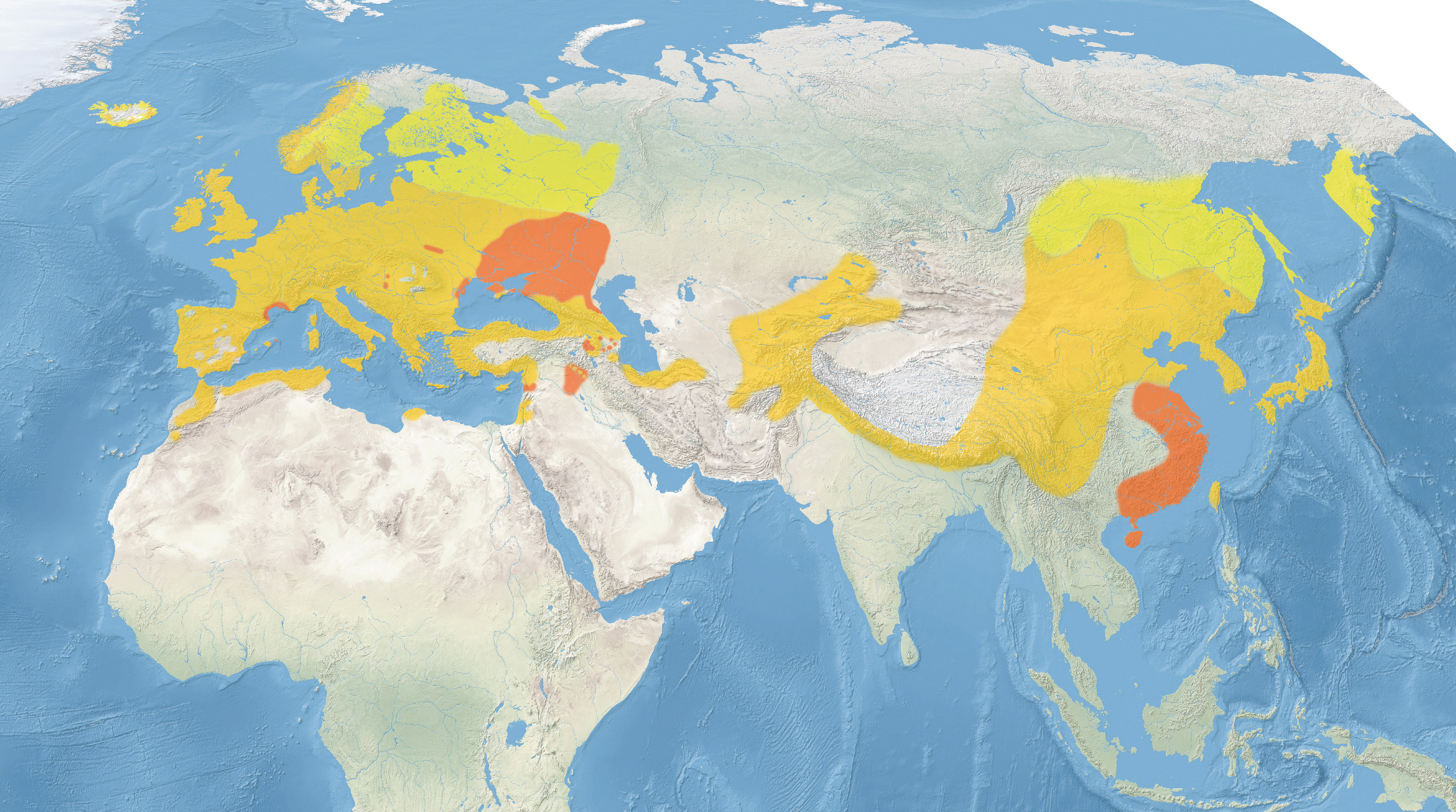
Mapa de distribuição geográfica, residente e visitante

A carriça (Troglodytes troglodytes), carricinha ou carruíra é uma ave pequena muito activa e de cor castanha na parte superior, listra superciliar clara e dorso e asas listrados. Tem uma cauda pequena e arrebitada e bico robusto com um tom amarelo na ponta. É facilmente reconhecível pelo seu porte e por ser muito pequena, com apenas 10 cm. Não apresenta grande dimorfismo sexual. Põe 5 a 7 ovos num ninho grande e abobadado.
O seu nome científico significa "habitante de cavernas" e refere-se ao seu hábito de entrar em cavidades e fendas para pernoitar ou para caçar artrópodes. Alimenta-se também de larvas, aranhas e bagas.
Comum em toda a Europa, estendendo-se na Ásia desde o norte do Irão e Afeganistão até ao Japão e América do Norte. É migratória apenas nas áreas mais a norte da sua distribuição.
A época de reprodução inicia-se em Abril. São aves monogâmicas e o macho constrói diversos ninhos para a sua parceira. O ninho é uma estrutura arredondada, construído com pequenos ramos, musgo, erva e raízes, e depois forrado com pêlos e penas. Estão geralmente situados entre as raízes de uma árvore ou num tronco oco. O macho pode também construir "ninhos-postiços", que são utilizados apenas para distrair potenciais predadores. A fêmea põe 4 a 16 (normalmente 5 a 6) ovos que incuba por 14 a 16 dias. Os jovens são alimentados só pela fêmea e voam aos 16 a 17 dias de idade.

## Canto
- Vídeo de carriça a cantar